# Battaglia di San Maurizio
La battaglia di San Maurizio, anche nota come battaglia del Rodano, è uno scontro campale combattuto il 7 marzo 1814 lungo il torrente Rodano tra gli eserciti franco-italiano e austro-napoletano che aveva come obiettivo la riconquista di Reggio Emilia, presidiata dai francesi. La vittoria finale andò alle forze della Coalizione.

## Contesto storico
Dopo la disfatta in Russia, l'indebolito esercito napoleonico fu attaccato dalle forze della Sesta coalizione, intenzionate a rovesciare il dominio francese sull'Europa continentale e rimuovere Bonaparte dal trono di Francia. Dopo mesi di scontri in Germania e Polonia, le due parti giunsero ad un armistizio, mediato dalla neutrale Austria. I colloqui non portarono ad alcun accordo e alla naturale scadenza dell'armistizio, le due parti ripresero a lottare, stavolta con gli Asburgo schierati contro la Francia.
Napoleone, per proteggere i suoi possedimenti in Italia, aveva inviato il proprio figliastro, Eugenio di Beauharnais, a difendere la penisola. Il generale francese, oltre che viceré d'Italia, aveva radunato un esercito e si era scontrato con le forze dell'armata austriaca di Hiller, poi sostituito da Bellegarde, ritirandosi nel corso dei mesi dal Friuli sino all'Adige e poi sul Mincio, dove l'avanzata austriaca era stata definitivamente fermata.

## Antefatti
Mentre il grosso dell'esercito austriaco si recava via terra in Veneto, raggiungendo la linea dell'Adige, un contingente, guidato dal generale Laval Nugent, si era imbarcato da Trieste ed aveva raggiunto il delta del Po, stabilendo una testa di ponte alle spalle della linea difensiva dell'esercito franco-italiano. Per diverse settimane, Nugent aveva lottato contro i vari distaccamenti inviati da Eugenio a contenerlo, prima che l'esercito austriaco riuscisse a riconnettersi con lui, aprendo un secondo fronte a sud del Po. Il corpo di Nugent, ampliamente rafforzato da numerosi reparti dell'esercito principale, iniziò la propria avanzata in Emilia Romagna, lentamente respingendo le forze di Eugenio verso ovest.

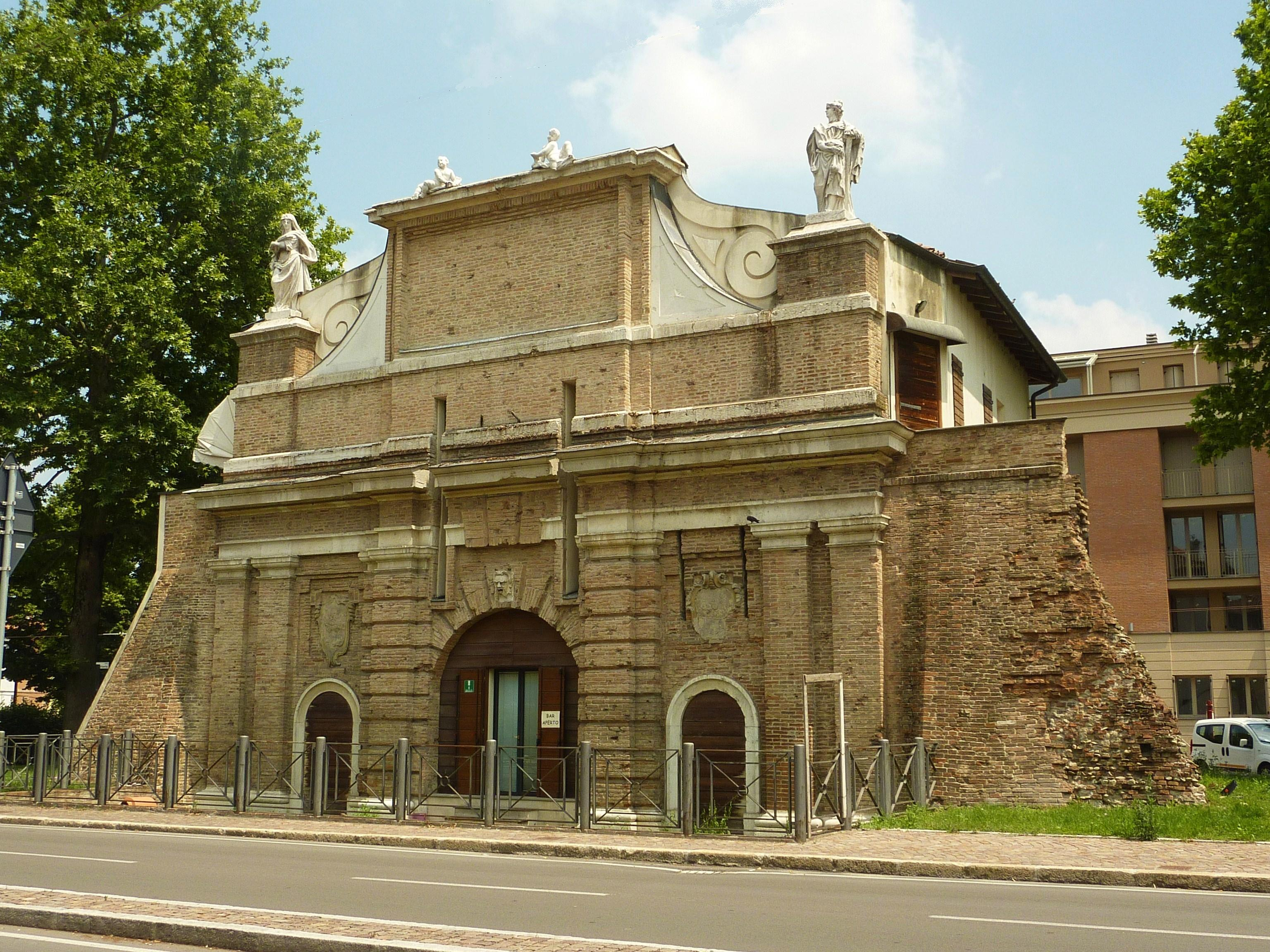
Porta San Francesco a Parma

Nel frattempo, anche le forze del maresciallo Murat erano giunte nella regione. La loro posizione, nel contesto della guerra, restava piuttosto ambigua: non erano direttamente intervenute negli scontri ed avevano solamente occupato alcune città dell'Italia centrale, spingendosi poi sino a Bologna verso metà dicembre, tutte ancora in possesso delle guarnigioni dell'esercito napoleonico. Murat, infatti, stava trattando con Metternich per cambiare fazione e mantenere il suo regno al termine della guerra: l'accordo fu raggiunto a metà gennaio e il 15 febbraio il re di Napoli rese pubblica la sua defezione. La collaborazione tra i due eserciti fu comunque difficoltosa: i reciproci sospetti ed i differenti interessi delle due parti causarono non pochi screzi tra i due comandanti, sebbene gli sforzi dei due eserciti avessero portato le forze di Severoli, comandante dei napoleonici in Emilia-Romagna, a retrocedere dietro al Taro.
Dopo un fallito tentativo di attraversamento del Po da parte dei napoletani, le forze di Grenier, inviato appositamente da Eugenio, approfittarono della momentanea debolezza dei coalizzati per cacciare gli austriaci di Starhemberg da Parma: il 2 marzo i franco-italiani passarono il Taro, attaccarono la città emiliana e scacciarono gli austriaci dal suo interno, facendo numerosissimi prigionieri e liberando il territorio dalle forze nemiche fino al fiume Secchia. Nel frattempo, per facilitare la collaborazione con i napoletani, l'imperatore d'Austria Francesco aveva inviato una lettera a Murat, rassicurandolo del suo personale impegno nel mantenere gli accordi presi. Allora il maresciallo francese, nel frattempo nominato comandante di tutte le forze della Coalizione in Emilia-Romagna ed ottenute le garanzie che stava cercando, passò all'attacco.

## La battaglia

### Primi movimenti e preparativi di difesa
La mattina del 7 marzo attraversarono il Secchia due divisioni napoletane comandate da Murat e Carrascosa e una brigata austriaca sotto Nugent, e annientarono un avamposto difensivo di 300 italiani posto tra Bagno e Masone.
Severoli poteva contare su tre battaglioni italiani, tre battaglioni francesi dell'84° di linea e uno leggero del 35°,  del 1º reggimento cacciatori a cavallo, due squadroni del 3° e due del 19°, uno squadrone di dragoni “Napoleone”, e circa 12 cannoni, per un totale complessivo di 6317 unità. Per suo ordine vennero disastrate le strade per Correggio e Scandiano e barricato il ponte della via Emilia sul torrente Rodano, presso San Maurizio, località che divenne la chiave di volta delle scarse difese franco-italiane disposte tra la via consolare e Fogliano. Furono anche ricavate nella parete dell’abside della chiesa di San Maurizio tre feritoie dalle quali fece fuoco a sorpresa un cannone da sei libbre. A difesa del passaggio rimasero i tre battaglioni italiani mentre quelli francesi sotto gli ordini dei generali Soulier e Rambourgt furono lasciati a Reggio.

### Lo scontro

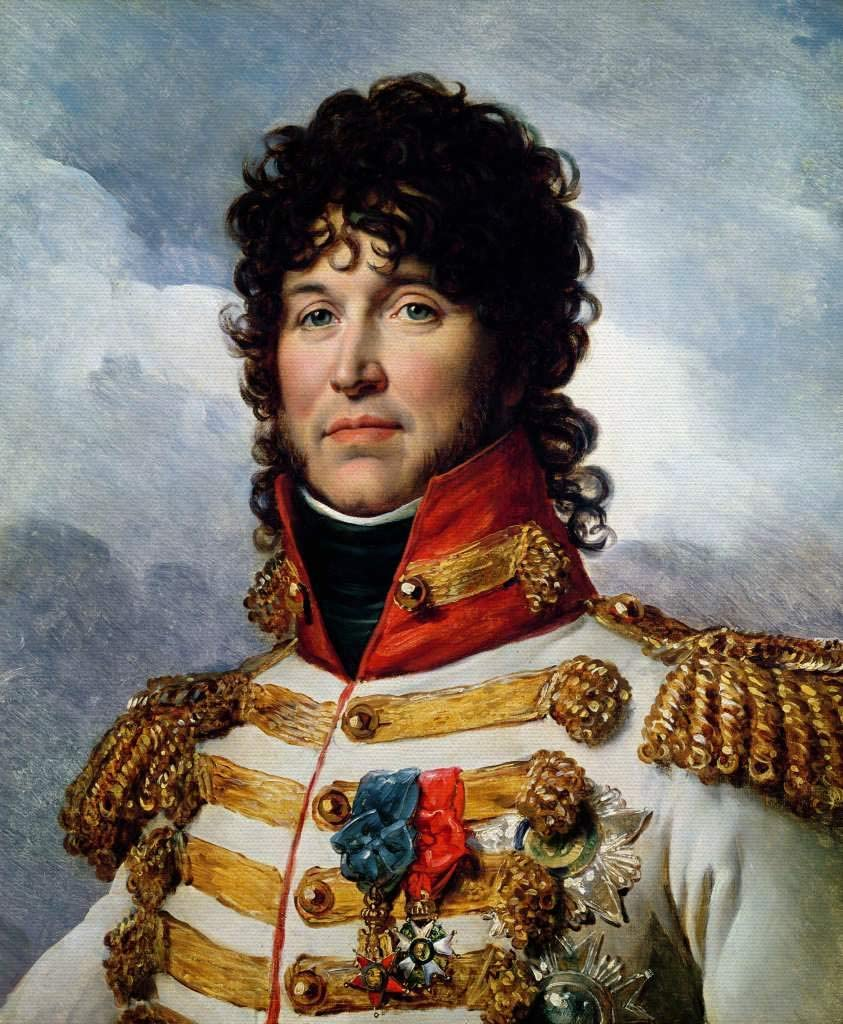
Il maresciallo Murat

800 metri prima del ponte sul Rodano i napoletani arrestarono l'avanzata a seguito della prima salva d'artiglieria di Severoli e ripresero l'assalto solo dopo l'arrivo degli austriaci. Dopo breve tempo dalla ripresa dei combattimenti rimasero gravemente feriti il comandante Pozzo del 1º reggimento e il generale Severoli, colpito da una cannonata alla gamba destra; rifiutandosi di abbandonare la battaglia seguita a dare ordini sdraiato sul portone della chiesa, utilizzato come barella improvvisata, finché non fu trasportato d’urgenza a Reggio per essere operato dal chirurgo reggiano Cesare Dallari. 
Il comando della resistenza fu affidato al generale Rambourgt, che sopraggiunse da Reggio con il 3º e il 19º squadrone cacciatori a cavallo, mentre i napoletani tentarono ripetutamente di aggirare il ponte da nord e sud guadando il torrente in piena, e finendo in molti trascinati dalla corrente. Una colonna di granatieri ungheresi tentò di superare San Maurizio dalla strada di Scandiano ma venne caricata da una squadra del 1º reggimento, impegnato nella zona insieme a un battaglione italiano per ordine di Rambourgt; gli ungheresi rinunciarono al tentativo di passaggio abbandonando sulla strada circa 60 morti.
Nel primo pomeriggio sopraggiunsero da Modena altri due battaglioni, uno squadrone di cavalleria e altri pezzi d'artiglieria, sfavorendo ulteriormente il rapporto di forze tra i due schieramenti. Intorno alle 13.00 il generale Pepe ordinò un nuovo tentativo di guado a nord della chiesa. A fronte di numerose perdite, riuscì il passaggio di un drappello di lancieri che tesero delle corde da una riva all'altra; attraversarono il torrente due battaglioni del 2º reggimento leggero napoletano. I napoletani procedettero ad aggirare le postazioni italiane, e Rambourgt si ritirò lentamente verso Reggio. Murat, forse amareggiato per la morte di tanti soldati francesi, ordinò il cessate il fuoco per consentirne la ritirata, sebbene questi fossero incalzati dalle truppe austro-napoletane in costante avanzata.
Alle 16.30 Rambourgt uscì da porta Santo Stefano e ritirò le truppe rimastegli oltre il torrente Enza. Una volta sopraggiunto sul posto, Murat inviò il comandante Livron a trattare con Rambourgt. Il 10 marzo entrò a Reggio facendo sfilare in parata lungo il corso della Ghiara, odierno corso Garibaldi, oltre 9000 fanti napoletani.
Il 25 marzo tornò a Modena.

## Bilancio e conseguenze
Incerto resta il numero delle perdite da entrambi gli schieramenti. Rapporti francesi riportano cifre discordanti, 480 o 820 tra morti e feriti franco-italiani, mentre in un rapporto di Livron il numero di perdite è invece di 1500, dato sicuramente abbondante considerata la fonte murattiana. Secondo le memorie di Don Pietro Bigi, parroco di San Maurizio, non tutti i corpi furono seppelliti in loco e molti furono gettati nel Rodano, ragion per cui il bilancio complessivo delle perdite rimane approssimativo.
Dopo la battaglia di San Maurizio, il teso rapporto tra le due parti emerse nuovamente, complice anche l'arrivo nella regione del comandante inglese Bentinck. Nessun progresso fu fatto per oltre un mese, con i francesi saldamente fermi sul Taro. Solo la notizia della resa di Napoleone a Fontaineblue spronò Murat a tornare nuovamente all'attacco, ordinando un'offensiva sul Taro negli ultimi giorni prima della conclusione del conflitto.